# Джорджтаун (острів Вознесіння)
Джорджта́ун (англ. Georgetown) — адміністративний центр острова Вознесіння, розташований на західному узбережжі острова.
За даними 2003 року в місті проживали близько 560 осіб, що становить майже половину всіх жителів острова.

## Географія

Мапа острову

Місто також відоме як Гарнізон. Цю назву йому дали англійські морські піхотинці, відправлені сюди на початку XIX століття після заслання Наполеона на острів Святої Єлени. Побудована в 1861 році неподалік від їхніх бараків церква Пресвятої Діви Марії є історичним центром міста.

### Клімат
Джорджтаун розташований у зоні тропічних мусонів. Найтепліший місяць — березень із середньою температурою 27,8 °C (82 °F). Найхолодніший місяць — серпень, із середньою температурою 24,4 °С (76 °F).
| Клімат Джорджтауна      | Клімат Джорджтауна | Клімат Джорджтауна | Клімат Джорджтауна | Клімат Джорджтауна | Клімат Джорджтауна | Клімат Джорджтауна | Клімат Джорджтауна | Клімат Джорджтауна | Клімат Джорджтауна | Клімат Джорджтауна | Клімат Джорджтауна | Клімат Джорджтауна | Клімат Джорджтауна |
| Показник                | Січ.               | Лют.               | Бер.               | Квіт.              | Трав.              | Черв.              | Лип.               | Серп.              | Вер.               | Жовт.              | Лист.              | Груд.              | Рік                |
| Абсолютний максимум, °C | 30                 | 30                 | 31                 | 32                 | 31                 | 30                 | 28                 | 27                 | 27                 | 28                 | 28                 | 30                 | 32                 |
| Середній максимум, °C   | 27                 | 28                 | 29                 | 29                 | 28                 | 27                 | 26                 | 26                 | 26                 | 26                 | 26                 | 27                 | 27                 |
| Середня температура, °C | 26                 | 27                 | 27                 | 27                 | 27                 | 26                 | 25                 | 24                 | 24                 | 24                 | 24                 | 25                 | 25                 |
| Середній мінімум, °C    | 23                 | 25                 | 25                 | 25                 | 25                 | 23                 | 23                 | 22                 | 22                 | 22                 | 22                 | 23                 | 23                 |
| Абсолютний мінімум, °C  | 21                 | 20                 | 22                 | 22                 | 20                 | 21                 | 17                 | 18                 | 15                 | 16                 | 20                 | 18                 | 15                 |
| Днів з опадами          | 9                  | 7                  | 10                 | 9                  | 8                  | 10                 | 11                 | 12                 | 13                 | 13                 | 15                 | 11                 | 128                |
| ----------------------- | ------------------ | ------------------ | ------------------ | ------------------ | ------------------ | ------------------ | ------------------ | ------------------ | ------------------ | ------------------ | ------------------ | ------------------ | ------------------ |
| Джерело: Weatherbase    |                    |                    |                    |                    |                    |                    |                    |                    |                    |                    |                    |                    |                    |

Нині у Джорджтауні є церква, невеликий стадіон, маленький супермаркет, пошта, відділення поліції, лікарня, стоматологія та бібліотека. Школа розташована в глибині острова у селищі Ту Боатс Вілледж (англ. Two Boats). Над містом височить пагорб Крос Хілл (англ. Cross Hill), на якому розташований форт Бедфорд (англ. Bedford). Тут збереглися деякі старовинні гармати, а також озброєння часів Другої світової війни. Воно використовувалося для відбиття німецьких атак. До речі, дуже успішно: німці не намагалися зайняти острів знову. В іншій частині міста розташований ще один старий форт, у якому нині розміщено музей.
Джорджтаун — центр життя острова Вознесіння. На місцевому стадіоні проходять змагання з легкої атлетики, тут же проходять основні урочистості, присвячені Дню Острова. У єдиний на острові порт заходять кораблі з Великої Британії і Південної Африки. Тут розташовані офіси практично всіх компаній, що ведуть діяльність на островах Вознесіння та Святої Єлени.

## Галерея

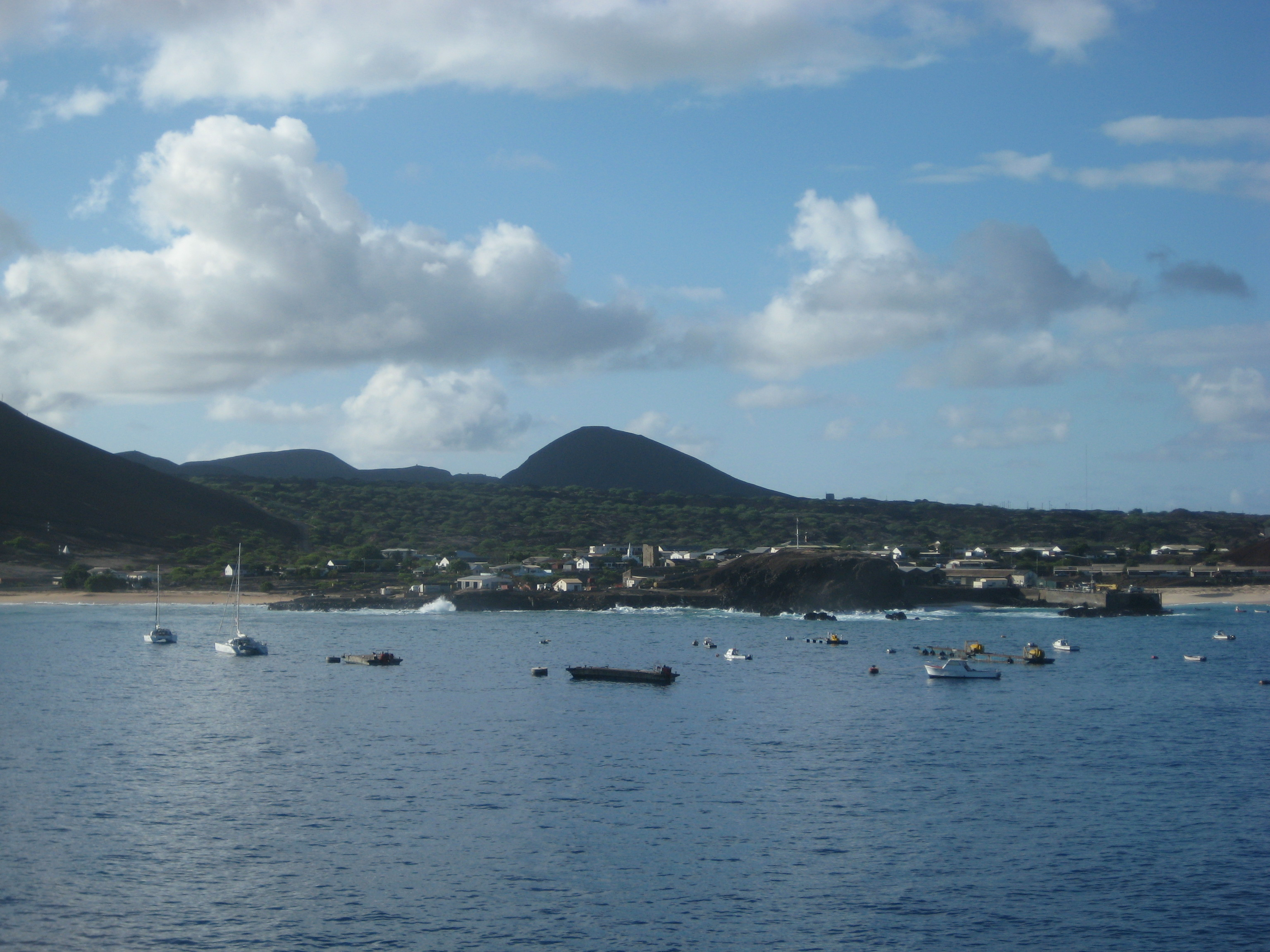
Панорама міста.
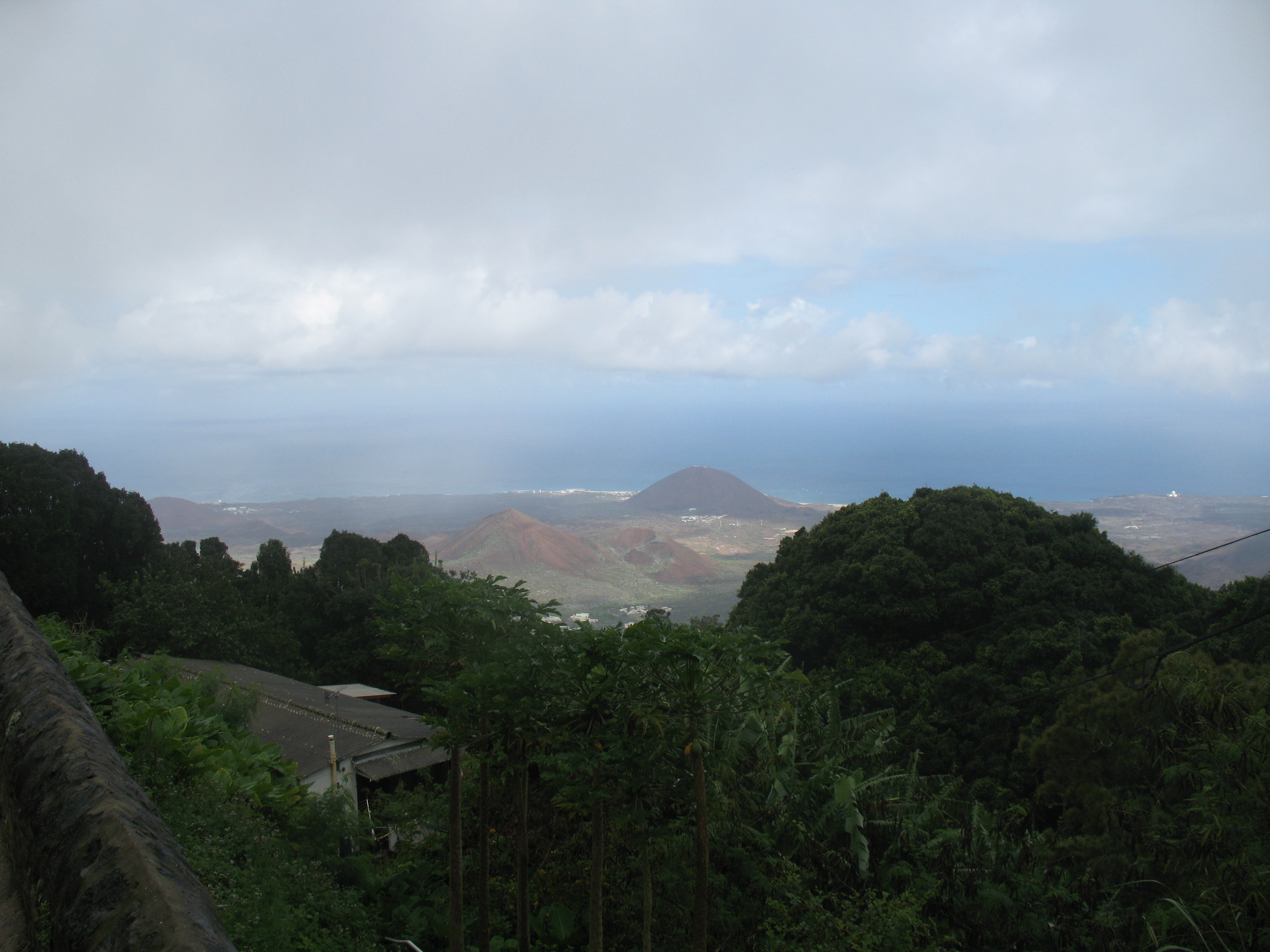
Джорджтаун на відстані з вершини Зелених гір.
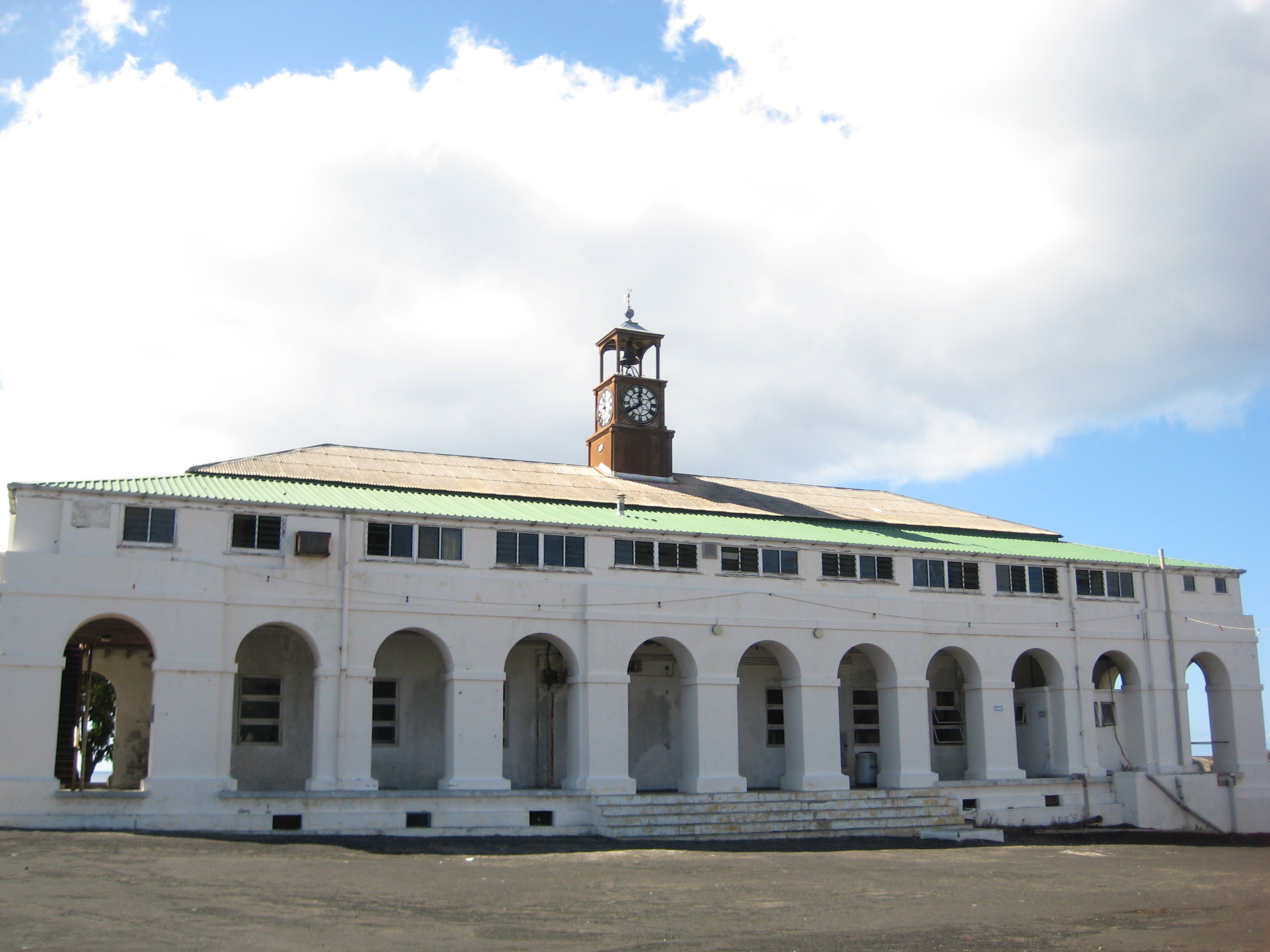
Старі бараки, Джорджтаун.
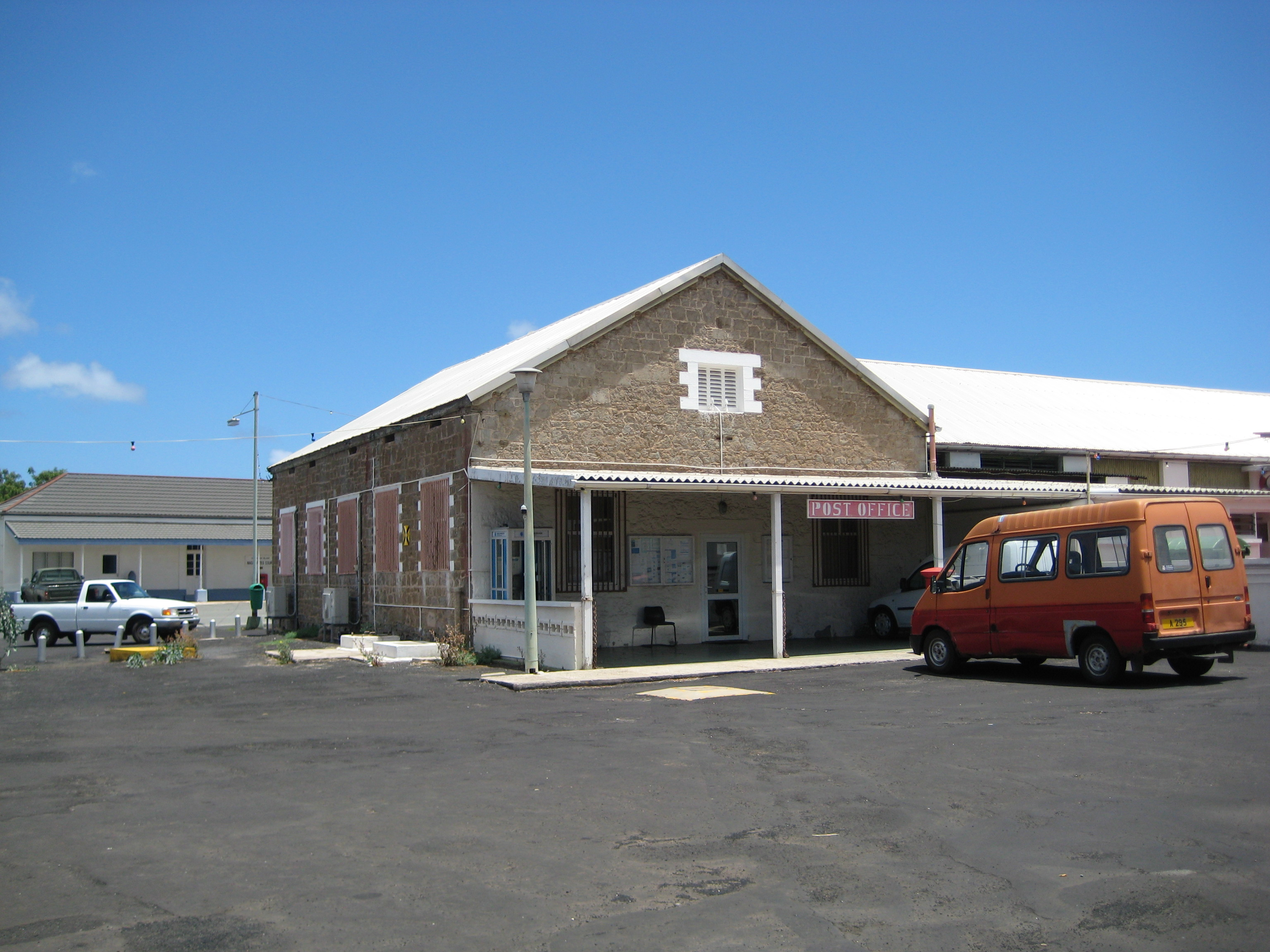
Поштове відділення острова.